# Newcastle West End FC
Newcastle West End FC (celým názvem: Newcastle West End Football Club) byl anglický fotbalový klub, který sídlil ve městě Newcastle upon Tyne v metropolitním hrabství Tyne and Wear. Založen byl v roce 1882. V roce 1889 se stal zakládajícím členem Northern Football League. Zanikl v roce 1892 po fúzi s Newcastle East End, díky čemuž byl založen klub Newcastle United. Klubové barvy byly modrá, červená, bílá a černá.
Své domácí zápasy odehrával na stadionu St James' Park.

## Historické názvy
Zdroj: 
- 1882 – Newcastle West End FC (Newcastle West End Football Club)
- 1892 – fúze s Newcastle East End FC ⇒ Newcastle United FC
- 1892 – zánik

## Úspěchy v domácích pohárech
Zdroj: 
- FA Cup
  - 1. kolo: 1889/90

## Umístění v jednotlivých sezonách
Stručný přehled
Zdroj: 
- 1889–1892: Northern Football League

Jednotlivé ročníky
Zdroj: 
Legenda: Z - zápasy, V - výhry, R - remízy, P - porážky, VG - vstřelené góly, OG - obdržené góly, +/- - rozdíl skóre, B - body, červené podbarvení - sestup, zelené podbarvení - postup, fialové podbarvení - reorganizace, změna skupiny či soutěže
| Anglie (1889 – 1892) |                          |        |    |    |   |    |    |    |    |        |
| Sezóny               | Liga                     | Úroveň | Z  | V  | R | P  | VG | OG | B  | Pozice |
| 1889/90              | Northern Football League | –      | 18 | 12 | 2 | 4  | 44 | 24 | 26 | 2.     |
| 1890/91              | Northern Football League | –      | 14 | 3  | 4 | 7  | 21 | 38 | 9  | 7.     |
| 1891/92              | Northern Football League | –      | 16 | 4  | 0 | 12 | 21 | 56 | 8  | 8.     |